# خلیفه بن حمد آل ثانی
شیخ خلیفه بن حمد بن عبدالله بن جاسم بن محمد آل ثانی (به عربی: خلیفه بن حمد آل ثانی) (زاده ۱۷ سپتامبر ۱۹۳۲ – درگذشته ۲۳ اکتبر ۲۰۱۶) امیر سابق کشور قطر بود. وی در ۲۲ فوریه ۱۹۷۲ در قطر با یک کودتای بدون خونریزی به قدرت رسید و در ۲۷ ژوئن ۱۹۹۵ با کودتای پسرش حمد بن خلیفه آل ثانی از قدرت برکنار شد. شیخ خلیفه در دهه ۱۹۶۰ نخست‌وزیر و وزیر دارایی قطر بود. در ۲۲ فوریه ۱۹۷۲، شیخ خلیفه امیر قطر شد. وی در مدت حاکمیت خود سازماندهی مجدد نظام حکومتی را صورت داد و از این رو قطر شاهد تغییر چشمگیری در سلسله مراتب قدرت بود.

## زندگینامه
شیخ خلیفه بن حمد آل ثانی در سال ۱۹۳۲ در دوحه متولد شد. او پسر شیخ حمد بن عبدالله آل ثانی و نوه امیر عبدالله بن جاسم آل ثانی بود. وی در سال ۱۹۵۷ به عنوان وزیر آموزش و پرورش منصوب و سپس به عنوان معاون امیر انتخاب شد. او در ۲۴ اکتبر ۱۹۶۰ به عنوان ولیعهد قطر معرفی شد. وی همزمان در دهه ۱۹۶۰ او همچنین به عنوان نخست وزیر و وزیر دارایی خدمت کرد. شیخ خلیفه در ۲۲ فوریه ۱۹۷۲ رسما امیر قطر شد و قدرت را از پسر عمویش، شیخ احمد بن علی آل ثانی امیر دولت قطر در یک کودتای بدون خونریزی به دست گرفت. سپس او یک مشاور در امور خارجه و یک مشاور در امور روزمره برای خود منصوب کرد. 

## میراث
وی در ۱۹ آوریل ۱۹۷۲ قانون اساسی را اصلاح کرد و با انتصاب وزرای بیشتر کابینه را گسترش داد. همچنین روابط دیپلماتیک قطر را با تعدادی از کشورهای خارجی در سطح سفیر ارتقا داد. او قدرت‌های سنتی را که به وارث ظاهری داده می‌شد را بسیار کاهش داد. در این دوره درآمد دولت از بخش نفت در نتیجه افزایش تعدادی از قراردادهای اشتراک تولید با شرکت‌های نفتی خارجی افزایش یافت. دو قرارداد اشتراک تولید با شرکت استاندارد اویل اوهایو در ژانویه ۱۹۸۵ و آموکو در فوریه ۱۹۸۶ امضا شد. در ژانویه ۱۹۸۹، قرارداد اشتراک تولید دیگری بین قطر و شرکت نفت دولتی فرانسوی الف اکیتین امضا شد. در اواسط سال ۱۹۹۱، تولید گاز در میدان شمالی قطر، بزرگ‌ترین میدان گاز غیرمرتبط جهان آغاز گشت و در ادامه یک مرکز صنعتی ایجاد کرد تا وابستگی به بخش نفت را کاهش دهد.

## درگذشت
شیخ خلیفه که تا زمان بازگشت به قطر در سال ۲۰۰۴ در فرانسه زندگی می‌کرد در تاریخ ۲۳ اکتبر ۲۰۱۶ در سن ۸۴ سالگی در دوحه درگذشت.